# Arcidiocesi di Beira
L'arcidiocesi di Beira (in latino Archidioecesis Beirensis) è una sede metropolitana della Chiesa cattolica in Mozambico. Nel 2022 contava 1.066.000 battezzati su 1.918.000 abitanti. È retta dall'arcivescovo Claudio Dalla Zuanna, S.C.I.

## Territorio
L'arcidiocesi comprende l'intera provincia di Sofala in Mozambico.
Sede arcivescovile è la città di Beira, dove si trova la cattedrale di Nostra Signora del Rosario.
Il territorio è suddiviso in 46 parrocchie.

## Storia
La diocesi di Beira fu eretta il 4 settembre 1940 con la bolla Sollemnibus Conventionibus di papa Pio XII, ricavandone il territorio dalla prelatura territoriale di Mozambico. Contestualmente la prelatura territoriale di Mozambico fu elevata ad arcidiocesi con il nome di arcidiocesi di Lourenço Marques (oggi arcidiocesi di Maputo) e la diocesi di Beira ne divenne suffraganea.
Il 6 ottobre 1954 e il 6 maggio 1962 cedette porzioni del suo territorio a vantaggio dell'erezione rispettivamente delle diocesi di Quelimane e di Tete.
Il 4 giugno 1984 è stata ancora elevata al rango di arcidiocesi metropolitana con la bolla Quo efficacius di papa Giovanni Paolo II.
Il 19 novembre 1990 ha ceduto una porzione del suo territorio a vantaggio dell'erezione della diocesi di Chimoio.

## Cronotassi dei vescovi
Si omettono i periodi di sede vacante non superiori ai 2 anni o non storicamente accertati.
- Sebastiano Soares de Resende † (21 aprile 1943 - 25 gennaio 1967 deceduto)
- Manuel Ferreira Cabral † (3 luglio 1967 - 1º luglio 1971 dimesso[2])
- Altino Ribeiro de Santana † (19 febbraio 1972 - 27 febbraio 1973 deceduto)
- Ernesto Gonçalves Costa, O.F.M. † (23 dicembre 1974 - 3 dicembre 1976 dimesso)
- Jaime Pedro Gonçalves † (3 dicembre 1976 succeduto - 14 gennaio 2012 ritirato)[3]
- Claudio Dalla Zuanna, S.C.I., dal 29 giugno 2012

## Statistiche
L'arcidiocesi nel 2022 su una popolazione di 1.918.000 persone contava 1.066.000 battezzati, corrispondenti al 55,6% del totale.
| anno | popolazione | popolazione | popolazione | presbiteri | presbiteri | presbiteri | presbiteri                | diaconi | religiosi | religiosi | parrocchie |
| anno | battezzati  | totale      | %           | numero     | secolari   | regolari   | battezzati per presbitero | diaconi | uomini    | donne     | parrocchie |
| ---- | ----------- | ----------- | ----------- | ---------- | ---------- | ---------- | ------------------------- | ------- | --------- | --------- | ---------- |
| 1950 | 47.752      | 1.922.596   | 2,5         | 75         | 10         | 65         | 636                       |         | 29        | 65        |            |
| 1958 | 90.473      | 1.105.060   | 8,2         | 88         | 7          | 81         | 1.028                     |         |           |           | 33         |
| 1970 | 127.768     | 940.789     | 13,6        | 84         | 11         | 73         | 1.521                     |         | 106       | 173       | 16         |
| 1980 | 90.000      | 924.000     | 9,7         | 29         | 1          | 28         | 3.103                     |         | 34        | 53        | 32         |
| 1988 | 96.800      | 1.826.000   | 5,3         | 25         | 3          | 22         | 3.872                     |         | 28        | 78        | 33         |
| 1999 | 169.621     | 1.317.000   | 12,9        | 42         | 6          | 36         | 4.038                     |         | 54        | 114       | 19         |
| 2000 | 262.236     | 1.346.000   | 19,5        | 42         | 10         | 32         | 6.243                     |         | 48        | 112       | 23         |
| 2001 | 702.960     | 1.289.390   | 54,5        | 44         | 12         | 32         | 15.976                    |         | 48        | 102       | 23         |
| 2002 | 794.890     | 1.289.390   | 61,6        | 51         | 16         | 35         | 15.586                    |         | 47        | 93        | 22         |
| 2003 | 778.746     | 1.328.604   | 58,6        | 60         | 16         | 44         | 12.979                    |         | 58        | 100       | 26         |
| 2004 | 755.300     | 1.289.390   | 58,6        | 69         | 22         | 47         | 10.946                    |         | 61        | 102       | 26         |
| 2006 | 783.000     | 1.336.000   | 58,6        | 69         | 21         | 48         | 11.347                    |         | 64        | 99        | 33         |
| 2012 | 847.000     | 1.525.000   | 55,5        | 67         | 34         | 33         | 12.641                    |         | 58        | 73        | 46         |
| 2015 | 904.000     | 1.627.000   | 55,6        | 65         | 38         | 27         | 13.907                    |         | 39        | 71        | 46         |
| 2018 | 979.350     | 1.762.600   | 55,6        | 77         | 44         | 33         | 12.718                    |         | 46        | 75        | 46         |
| 2020 | 1.014.380   | 1.825.645   | 55,6        | 85         | 49         | 36         | 11.933                    | 2       | 75        | 88        | 46         |
| 2022 | 1.066.000   | 1.918.000   | 55,6        | 74         | 49         | 25         | 14.405                    | 2       | 53        | 69        | 46         |